# 形態論
形態論（けいたいろん、英: morphology）とは言語学における概念の1つで、ヒトの言語の「語（単語）」を構成する仕組みのこと。また、それを研究する同学門の一分野。

## 基本となる概念

### 形態素
多くの語は意味を持つ複数の部分から構成されている。例えば「青空」は「青」と「空」の二つの部分で構成されている。意味を持つ最小の構成要素のことを形態素（けいたいそ、morpheme）という。「
あ」や「お」も「あおぞら（青空）」の一部だが、これらは意味を持たないため形態素ではない。
言語学では、形態素と形態素の境目はハイフン「-」で示す。

### 語彙素と語形
形態論では、辞書の見出し語のような抽象的な意味での語と実際に発音できる具体的な語の区別が重要であり、それぞれ「語彙素」、「語形」と呼ぶ。
例えば「食べろ」と「食べた」は、それぞれ実際に発音できる具体的な語である。命令するときに使うか、過去の出来事を述べるときに使うかという点で異なるが、どちらも同じ種類の行為を表すことができ、辞書ではふつう同じ見出し語として扱われている。
このように、文法的な意味機能は異なるが、具体的な意味は共有していると考えられるAとBについて、AとBは同じ語彙素（ごいそ、lexeme）であり、AとBは同じ語彙素の二つの語形（ごけい、word-form）である、という。
語彙素は、一つ以上の語形の集合であり、それぞれの語形は語彙素に属する。例えば、「食べる、食べた、食べよう、食べて、食べろ」などは、それぞれ同じ語彙素タベルに属する語形である。「リンゴ」のように、語形が一つしかない語彙素もある。一つの語彙素に属する全ての語形をまとめたもののことを、その語彙素のパラダイム (paradigm) という。

#### 屈折と派生
同じ語彙素に属する複数の語形同士の関係を、語形変化（ごけいへんか）または屈折（くっせつ、inflection）という。例えば、「食べる、食べた、食べよう、食べて、食べろ」などの語形は、語形変化の関係にある。
一方、語形同士ではなく、語彙素同士が形式と意味を一部共有している場合、それらは派生（はせい、derivation）の関係にある、という。例えば、英語のinstall「インストールする」とinstaller「インストーラー」は、派生の関係にある。
なお、実際に使われて、見たり聞いたりすることのできる語のことは、語の具現形（ぐげんけい、token）という。

### 接辞と語基
形態素のうち、文法的な機能を担い、それ自体では語として自立しえないものを接辞（せつじ、affix）という。例えば、日本語の「食べる」の「る」、「お花」の「お」などは、具体的な意味を持たず、単体では使われないので、接辞である。屈折に関わる接辞は屈折接辞、派生に関わるものは派生接辞という。
語の、接辞を除いた部分を語基（ごき、base）という。語基は具体的な意味を持つ。それ自体で語となることもあるが、そうでないこともある。
接辞は語基に付く。屈折接辞が付く語基のことを、特に語幹（ごかん、stem）という。例えば「お花」において、「花」は接辞「お」の付く語基である。また、「食べる」において、「食べ」は屈折接辞「る」の付く語基であり、語幹である。
それ以上分解できない、一つの形態素からなる語基を、語根（ごこん、root）という。「お花」の「花」はそれ以上分解できない語基なので、語根である。一方、「お花畑」の「花畑」は、語基ではあるが、「花」と「畑」に分解できるので、語根ではない。
接辞は、語基に対する位置によって分類される。例えば、「お」は語基の前に付くので接頭辞（せっとうじ、prefix）であり、「る」は語基の後ろに付くので接尾辞（せつびじ、suffix）である。その他に、接中辞、接周辞などがある。

### 異形態
一つの形態素に複数の異なる形があるとき、それらの形はその形態素の異形態（いけいたい、allomorph）である、という。例えば日本語の「書いた」と「嗅いだ」の「た」と「だ」は、形は違うが両方とも過去の意味を表すので、それぞれ一つの形態素タの異形態である。
異形態同士がある一つの形態素に属すると見なされるのは、それらが相補分布を示すからである。
異形態は、日本語の「た」と「だ」のように、音韻的に似ている場合もあるが、朝鮮語の「이」と「가」のように、そうでない場合もある。音韻的な共通点の少ない異形態を補充的な異形態という。
複数の異形態を持つ形態素が実際にある文脈でどちらの異形態を選ぶかを決める条件には、音韻的、形態的、語彙的の3種類がある。

## 形態論的プロセス
屈折・派生の具体的な手段は、形態論的プロセスと呼ばれる。形態論的プロセスは連結的であるか非連結的であるかのいずれかである (後述)。最も一般的な方法は接辞化 (affixation) であるが、言語によってはその他にも次のような手段が用いられる。
- 重複 (reduplication)
- 複合 (compounding)
- 語基変化
- 語基短縮 (clipping)
- 混成 (blending)
- 補充 (suppletion)
- 転換 (conversion)
- 頭字語 (acronym)

## 非連結的形態論
接辞付加や複合のように、形態素を組み合わせて語を構成する仕組みを、連結的（れんけつてき、concatenative）な形態論という。非連結的な形態論も存在するが、連結的なものにくらべると珍しい。非連結的形態論には以下のようなものが含まれる。
- 語基の交替 (言語学)：形態素を付加せずに語基の形を変える。
  - 調音位置、調音様式の変化
  - 音の長さの変化
  - 声調、強勢の変化
  - 音位転換
- 重複：語基の一部あるいは全部を複製して語基に付加する。
- 品詞転換：語基の形は全くそのままで品詞を変える。

## 形態論のモデル
形態論には、以下のような複数のモデルがあるが、それぞれに一長一短があり、適宜組み合わされて説明することが多い。

### IA モデル
IA（Item and Arrangement）モデルは、語の形式と意味を、それを形成する形態素の形式と意味から導こうとするモデルである。このモデルでは、形態素というアイテムをアレンジし結合することで語の形成を説明できると考える。例えば、「あおい」は「あお」＋「-い」から形成され、unhappiness は un- + happi- + -ness から形成される、という説明の仕方である。
IA モデルにはいくつかの問題点が指摘されている。まず、形態素の融合（fusion）を説明することができない。融合とは、普通は複数の形態素として現れるものが、単一の形態素となって現れることである。例えば、トルコ語において、
gel-ir-im（来る - 現在 - 1人称単数）「私は来る」
で「-ir-」「-im」として現れている形態素は、その否定文で、
*gel-me-r-im（来る - 否定 - 現在 - 1人称単数）
というようにはならないで、
gel-mem（来る - 否定・現在・1人称単数）「私は来ない」
というように、否定の形態素「me」と融合して現れる。IA モデルでは、形態素を単純に繋げれば語を形成できると考えるので、このように形態素が融合する場合を説明できない。また、
see - saw；sing - sang - sung - song
などの変化も、形態素の結合によらないので、単純な説明ができない。

### IP モデル
IP（Item and Process）モデルは、IA モデルの問題点を克服するモデルで、形態素をプロセスとして捉える。例えば、see - saw、sing - sang で、過去を表しているのは母音の変化であるが、それを捉えるために、英語の動詞が過去形になるプロセスとして、形態素「-ed」の付加と同時に、「母音の変化」というものがあると考える。
IP モデルも万能ではないことが指摘されている。補充法的な語形を含む語の場合、語形と語形の間に全く類似点が無く、合理的なプロセスを提示できない場合がある。例えば、go の過去形 went は、動詞 wend に由来する補充形で、現在形の go との間に形態的な類似が皆無である。IP モデルでは、この語形変化を説明できない。

### WP モデル
WP（Word and Paradigm）モデルは、ある語について、全ての語形をパラダイム（範列）として列挙する方法である。これによれば、補充形も含めて、あらゆる語についてもっとも正確な記述が可能だが、同時にもっとも煩雑なモデルでもあり、説明としてすっきりしない場合が多い。

## 関連書籍
- 影山太郎『形態論と意味』（くろしお出版、1999年　ISBN 978-4874241745）
- 鈴木重幸『日本語文法・形態論』（むぎ書房、1972年　ISBN 978-4-8384-0105-5）
- 鈴木重幸『形態論・序説』（むぎ書房、1996年　ISBN 978-4-8384-0111-6 ）
- 城田俊『日本語形態論』 （ひつじ書房、1998年 ISBN 4-938669-94-3）
- 高橋太郎ほか『日本語の文法』（ひつじ書房 2005年 ISBN 9784894762442）